# Município de Horse Creek (condado de Ashe, Carolina do Norte)
Localização da Carolina do Norte nos E.U.A.
O município de Horse Creek (em inglês: Horse Creek Township) é um localização localizado no  condado de Ashe no estado estadounidense da Carolina do Norte. No ano 2010 tinha uma população de 680 habitantes.

## Geografia
O município de Horse Creek encontra-se localizado nas coordenadas 36° 30′ 37,44″ N, 81° 34′ 29,39″ O.